# 林崎漁港

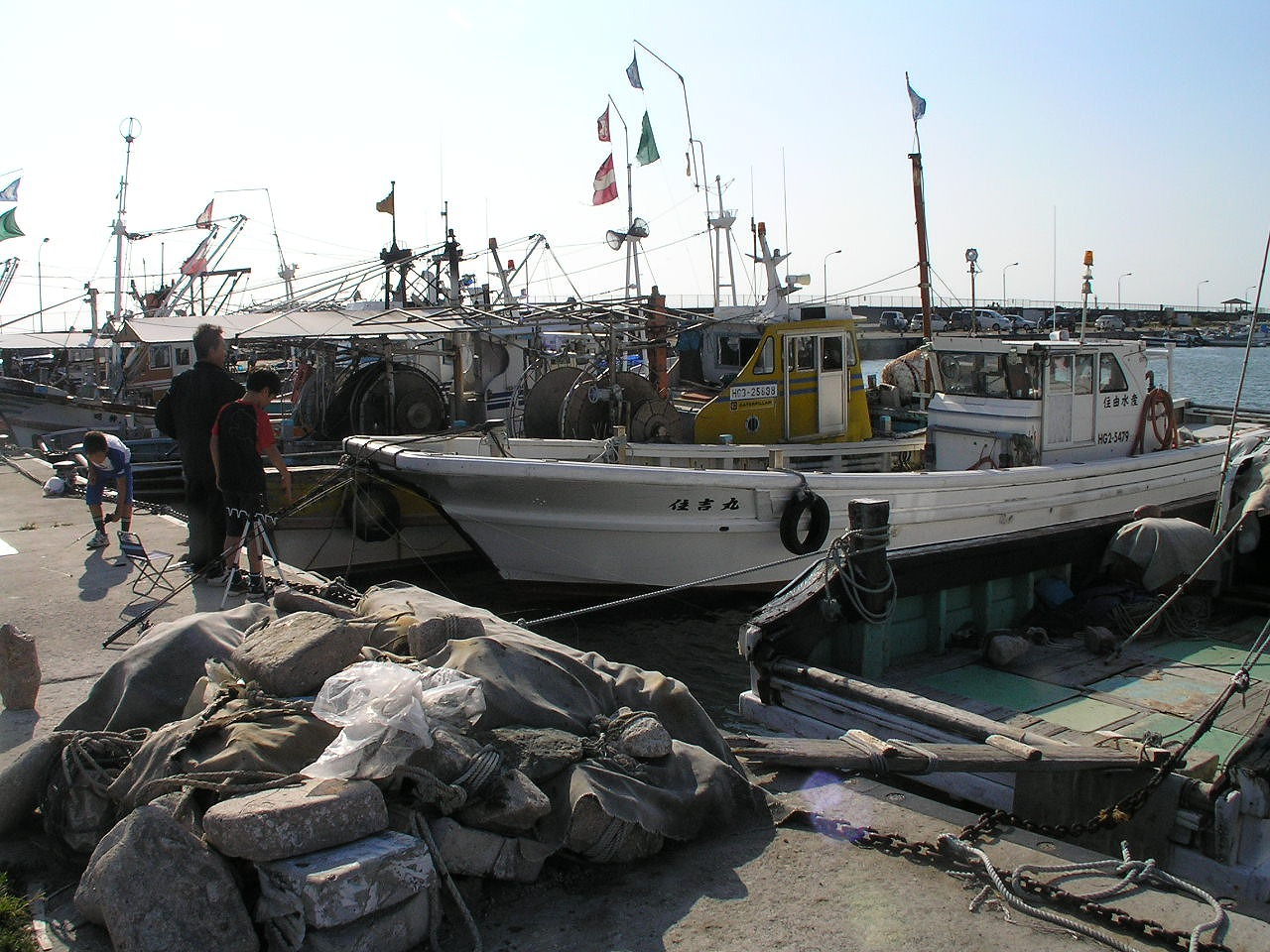
林崎漁港東側

林崎漁港（はやしざきぎょこう）は、兵庫県明石市林にある第2種漁港である。

## 概要
ブランド化された「明石鯛」「明石蛸」で知られる明石海峡付近、播磨灘を漁場とする。
明石海峡の潮流が激しくぶつかる付近に位置していることから、良好な漁場となっている。明石市街からもほど近く、休日には一般の釣り人の姿も見られる。
- 漁協名 - 林崎漁業協同組合[1]
- 登録漁船数 - 358隻
- 属地陸揚量 - 12,971 t
- 属地陸揚金額 - 3,414 百万円
- 主な漁獲物 - のり（のり養殖）、しらす（ひき回し網）、たこ（小型底引網）

## 大洋漁業ゆかりの地
マルハニチロ（旧大洋漁業）ゆかりの地で代々、漁師として林崎漁港を母港にしていた中部家は「林崎漁港」の有る旧林村にちなんで屋号を「林屋」とし魚の棚に店を構えていた。この時に丸印に「は」の商標を定めた。中部幾次郎が本拠を下関に移し「林兼商店」を設立し、後に社名を「大洋漁業」と改めたが、商標はそのまま継続された。兵庫県立明石公園に中部幾次郎像が設置され、幾次郎の功績を顕彰している。

## 林潮
『播磨国風土記』に記載される林潮（はやしのみなと）の推定地とされる
。